# باشگاه فوتبال زنان تایچانگ بلو وال
باشگاه فوتبال زنان تایچانگ بلو وال یک باشگاه فوتبال زنان از شهر تایچونگ است که در کشور تایوان قرار دارد